# American Woman
American Woman je sedmé studiové album kanadské rockové skupiny The Guess Who, vydané v roce 1970 u RCA Records. Album produkoval Jack Richardson. Album obsahuje i největší hit této skupiny, skladbu American Woman.

## Seznam skladeb
Všechny skladby napsal(i) Randy Bachman a Burton Cummings, pokud není uvedeno jinak. 
| Pořadí | Název                                      | Autor                             | Délka |
| ------ | ------------------------------------------ | --------------------------------- | ----- |
| 1.     | American Woman                             | Bachman, Cummings, Kale, Peterson | 5:10  |
| 2.     | No Time                                    |                                   | 3:50  |
| 3.     | Talisman                                   |                                   | 5:10  |
| 4.     | No Sugar Tonight/New Mother Nature         |                                   | 4:54  |
| 5.     | 969 (The Oldest Man)                       | Bachman                           | 3:00  |
| 6.     | When Friends Fall Out                      |                                   | 3:03  |
| 7.     | 8:15                                       |                                   | 3:30  |
| 8.     | Proper Stranger                            |                                   | 4:06  |
| 9.     | Humpty's Blues / American Woman (Epilogue) | Bachman, Cummings, Kale, Peterson | 6:12  |
| 10.    | Got to Find Another Way                    |                                   | 2:51  |

## Sestava
- Burton Cummings – zpěv, kytara, varhany, flétna, klávesy, harmonika, piáno
- Randy Bachman – kytara, tamburína, zpěv
- Jim Kale – baskytara, zpěv
- Garry Peterson – bicí, perkuse, zpěv